# Liste der Bildungsminister San Marinos
Diese Liste gibt einen Überblick über die Bildungsminister San Marinos.
Das Bildungsministerium ist eines der zehn 2005 gesetzlich festgelegten Ressorts (Dicasteri). Der Amtsinhaber führt die Bezeichnung Segretario di Stato per l’Istruzione e la Cultura. Bis 1997 führte der Bildungsminister die Bezeichnung Deputato per la Pubblica Istruzione e la Cultura, die Bezeichnung Segretario di Stato führten bis zu diesem Zeitpunkt nur die Leiter der Ressorts Äußeres, Inneres und Finanzen.

## Liste der Minister seit 1955
| Name                    | Partei | Amtszeit           | Amtszeit           | Kommentar |
| Name                    | Partei | von                | bis                | Kommentar |
| ----------------------- | ------ | ------------------ | ------------------ | --- |
| Alvaro Casali           | PSS    | 16. September 1955 | 04. Februar 1957   | Deputato per l’Istruzione Pubblica, lo Sport e lo Spettacolo                                                                                          |
| Alberto Reffi           | PSS    | 04. Februar 1957   | 23. Oktober 1957   | Deputato per l’Istruzione Pubblica, lo Sport e lo Spettacolo                                                                                          |
| Alvaro Casali           | PSS    | 23. Oktober 1957   | 29. September 1959 | Deputato per l’Istruzione Pubblica, lo Sport e lo Spettacolo                                                                                          |
| Ferruccio Piva          | PDCS   | 29. September 1959 | 05. Juli 1961      | Deputato per la Pubblica Istruzione, la Giustizia e il Culto                                                                                          |
| Alvaro Casali           | PSDIS  | 12. Dezember 1961  | 29. Oktober 1964   | Deputato per la Pubblica Istruzione, la Giustizia e il Culto                                                                                          |
| Giuseppe Micheloni      | PSDIS  | 29. Oktober 1964   | 06. November 1969  | Deputato per la Pubblica Istruzione, la Giustizia e il Culto                                                                                          |
| Alvaro Casali           | PSDIS  | 6. November 1969   | 27. März 1973      | Deputato per la Pubblica Istruzione e la Cultura |
| Ferruccio Piva          | PDCS   | 27. März 1973      | 11. November 1974  | Deputato per la Pubblica Istruzione e la Cultura |
| Giordano Bruno Reffi    | PSS    | 11. November 1974  | 11. März 1976      | Deputato per la Pubblica Istruzione e la Cultura |
| Luigi Lonfernini        | PDCS   | 11. März 1976      | 17. Juli 1978      | Deputato per la Pubblica Istruzione e la Cultura |
| Fausta Morganti         | PCS    | 17. Juli 1978      | 19. März 1992      | Deputato per la Pubblica Istruzione, la Cultura e l’Università (1978–1988) Deputato per la Pubblica Istruzione, la Cultura e l’Università (1988–1992) |
| Emma Rossi              | PSS    | 19. März 1992      | 09. Juli 1993      | Deputato per la Pubblica Istruzione, la Cultura, l’Università e la Giustizia                                                                          |
| Pier Marino Menicucci   | PDCS   | 09. Juli 1993      | 07. Juli 1998      | Deputato per la Pubblica Istruzione, la Cultura, l’Università e la Giustizia                                                                          |
| Sante Canducci          | PDCS   | 07. Juli 1998      | 28. März 2000      | Segretario di Stato per la Pubblica Istruzione, gli Affari Scociali, gli Instituti Culturali e la Giustizia                                           |
| Emma Rossi              | SpR    | 28. März 2000      | 12. Juli 2001      | Segretario di Stato per la Pubblica Istruzione, l’Università, gli Affari Scociali, gli Instituti Culturali e l’Informazione                           |
| Pasquale Valentini      | PDCS   | 12. Juli 2001      | 25. Juni 2002      | Segretario di Stato per la Pubblica Istruzione, l’Università e gli Instituti Culturali                                                                |
| Emma Rossi              | PdD    | 25. Juni 2002      | 02. Juli 2002      | Segretario di Stato per la Pubblica Istruzione, l’Università, gli Instituti Culturali e gli Affari Sociali (kommissarisch, zugleich Innenministerin)  |
| Fausta Morganti         | PdD    | 02. Juli 2002      | 16. Dezember 2002  | Segretario di Stato per la Pubblica Istruzione, l’Università, gli Instituti Culturali e gli Affari Sociali                                            |
| Pasquale Valentini      | PDCS   | 16. Dezember 2002  | 12. Dezember 2003  | Segretario di Stato per la Pubblica Istruzione, l’Università, gli Instituti Culturali e gli Affari Sociali                                            |
| Rosa Zafferani          | PDCS   | 12. Dezember 2003  | 21. Februar 2005   | Segretario di Stato per la Pubblica Istruzione, l’Università, gli Instituti Culturali e l’Informazione                                                |
| Francesca Michelotti    | SU     | 27. Juli 2006      | 03. Dezember 2008  | Segretario di Stato per l’Istruzione e la Cultura, l’Università e gli Affari Sociali                                                                  |
| Romeo Morri             | EPS    | 03. Dezember 2008  | 16. Juli 2012      | Segretario di Stato per l’Istruzione e la Cultura, l’Università e le Politiche Giovanili                                                              |
| Giuseppe Maria Morganti | PSD    | 05. Dezember 2012  | 27. Dezember 2016  | Segretario di Stato per l’Istruzione, la Cultura e l’Università, la Ricerca Scientifica, gli Affari Sociali e le Pari Opportunità                     |
| Marco Podeschi          | RF     | 27. Dezember 2016  |                    | Segretario di Stato per l’Istruzione, Cultura e Università, Ricerca, Informazione, Sport, Innovazione Tecnologica e Rapporti con l’A.A.A.S.           |

## Parteien
| EPS   | Europopolari per San Marino                             |
| PCS   | Partito Comunista Sammarinese                           |
| PDCS  | Partito Democratico Cristiano Sammarinese               |
| PdD   | Partito dei Democratici                                 |
| PSD   | Partito dei Socialisti e dei Democratici                |
| PSDIS | Partito Socialista Democratico Indipendente Sammarinese |
| PSS   | Partito Socialista Sammarinese                          |
| RF    | Repubblica Futura                                       |
| SpR   | Socialisti per le Riforme                               |
| SU    | Sinistra Unita                                          |

## Bemerkungen
- Von 1955 bis 1969 und von 1992 bis 2000 waren das Bildungs- und das Justizministerium vereinigt
- am 21. Februar 2005 kam es zu einer Kabinettsumbildung. Bildungsministerin Zafferani übernahm das Innenministerium, behielt jedoch einen Teil ihrer bisherigen Zuständigkeiten. Segretario di Stato per gli Affari Interni, la Pubblica Istruzione e l’Università (innere Angelegenheiten, öffentliche Bildung und Universität) Der bisherige Innenminister Giovanni Lonfernini wurde Segretario di Stato per l’Informazione, gli Instituti Culturali, la Protezione Civile e i rapporti con l’A.A.S.S. e con le Giunte di Castello (Information, Kulturinstitutionen, Katastrophenschutz und beziehungen zur AASS und den Gemeinderäten)
- Romeo Morri trat am 16. Juli 2012 zurück. Ein neuer Minister wurde für die verbleibenden Monate der Legislaturperiode nicht mehr ernannt. Seine Zuständigkeiten wurden kommissarisch von anderen Kabinettsmitgliedern übernommen.
  - Istruzione (Bildung) von Finanzminister Pasquale Valentini
  - Cultura (Kultur) von Tourismusminister Fabio Berardi
  - Politiche Giovanili (Jugendpolitik) von Tourismusminister Francesco Mussoni
  - Università (Universität) von Industrieminister Marco Arzilli